# Qui pluribus
Qui pluribus je papežská encyklika o vztahu rozumu a víry, vydaná 9. listopadu 1846 Piem IX.

## Rozum a víra
Encyklika reaguje na spor mezi fideismem a tradicionalismem na jedné straně a racionalismem ve formě hermetismu na straně druhé. Papež v encyklice prohlašuje, že mezi rozumem a vírou v zásadě nemůže nastat skutečný rozpor, protože jak rozum, tak i víra se odvozují z jednoho společného zdroje, jímž je věčná pravda. Lidský rozum proto má vážně zkoumat boží zjevení, ujistit se, že jeho původcem je Bůh a vírou toto boží zjevení přijmout. Na toto téma Pius IX. navázal v roce 1864 vydáním Syllabu errorum, k tématu se vyjádřila také konstituce 1. vatikánského koncilu Dei Filius roku 1870.
Encyklika explicitně odsuzuje také komunismus a nepřímo také svobodné zednářství. Encyklika také připomíná principy sociální spravedlnosti pro dělníky, které na konci 19. století rozpracoval Lev XIII. v encyklice Rerum novarum.